# 急性低音障害型感音難聴
急性低音障害型感音難聴（きゅうせいていおんしょうがいがたかんおんなんちょう、acute low-tone sensorineural hearing loss :ALHL ）とは低音域の聴覚障害を呈する難聴の一種である。
本文ではALHLと略称して述べる。

## 病態
ストレスや疲労が発症の誘因になること、症状を反復しやすいこと、比較的難聴の予後が良好なことなどがALHLの特徴とされている。また、メニエール病と同様にグリセロールテストに反応することが多いことから、内リンパ水腫がその病態の1つである可能性も考えられている。現在、ALHLは低音域と高音域の聴力レベルの差により診断されるが、急性音響外傷や外リンパ瘻など、原因の明らかな疾患も同様の低音障害型難聴を呈することがあることから、突発性難聴と同様に本疾患もいくつかの疾患により生じる症候群として捉えるべきである。
ALHLは、
- 原因不明
- 急速または突発発症
- めまいを伴わない低音障害型感音難聴

と定義され、その臨床的特長として、
- 20～30歳代の若年者女性に好発
- 自覚症状としては、耳閉塞感が最も多く、その他、耳鳴、難聴、自声強調などがある
- 一側性低音障害型難聴
- 聴力予後が比較的良好である

ことが挙げられている。
ALHLと鑑別診断上問題となるのはメニエール病、特にめまいを伴わない蝸牛型メニエール病の初期と低音障害型の突発性難聴である。これらの疾患と狭義のALHLとの鑑別は難しく、それぞれの診断基準から考えてもこれら3疾患にはオーバーラップがあるものと考えられ、このことを考慮した治療方針が必要である。

## 治療方針
ALHLの病態が内リンパ水腫であると推定される場合は浸透圧利尿薬イソソルビド（イソバイドとして75~90ml/日）を投与するのが一般的である。イソソルビドは独特の味で飲みにくいという難点があるが、浸透圧利尿薬の点滴投与に比べてリバウンドが少ないなどの利点がある。イソソルビドは内リンパ水腫を軽快してALHLを改善することが期待されるが、内リンパ水腫の原因に対する治療ではない。
内リンパ水腫の原因は明らかではないが、感冒や心身のストレスが引金となって生じる機能異常と考えられ、何らかの免疫異常が関与している可能性もあることからステロイド薬を用いることも多い。ステロイド薬が有効な症例では予後は一般に良好であるが、発作的に症状を反復することや、進行性に難聴が悪化することもあり、注意が必要である。
漢方薬では苓桂朮甘湯、五苓散などが用いられる。
なお、現時点で急性感音難聴に対する有効性が証明された薬剤は少なく、保険適用の問題も含めて慎重に薬剤を選択する事が望ましい。